# نیکون کولپیکس پی۷۰۰۰

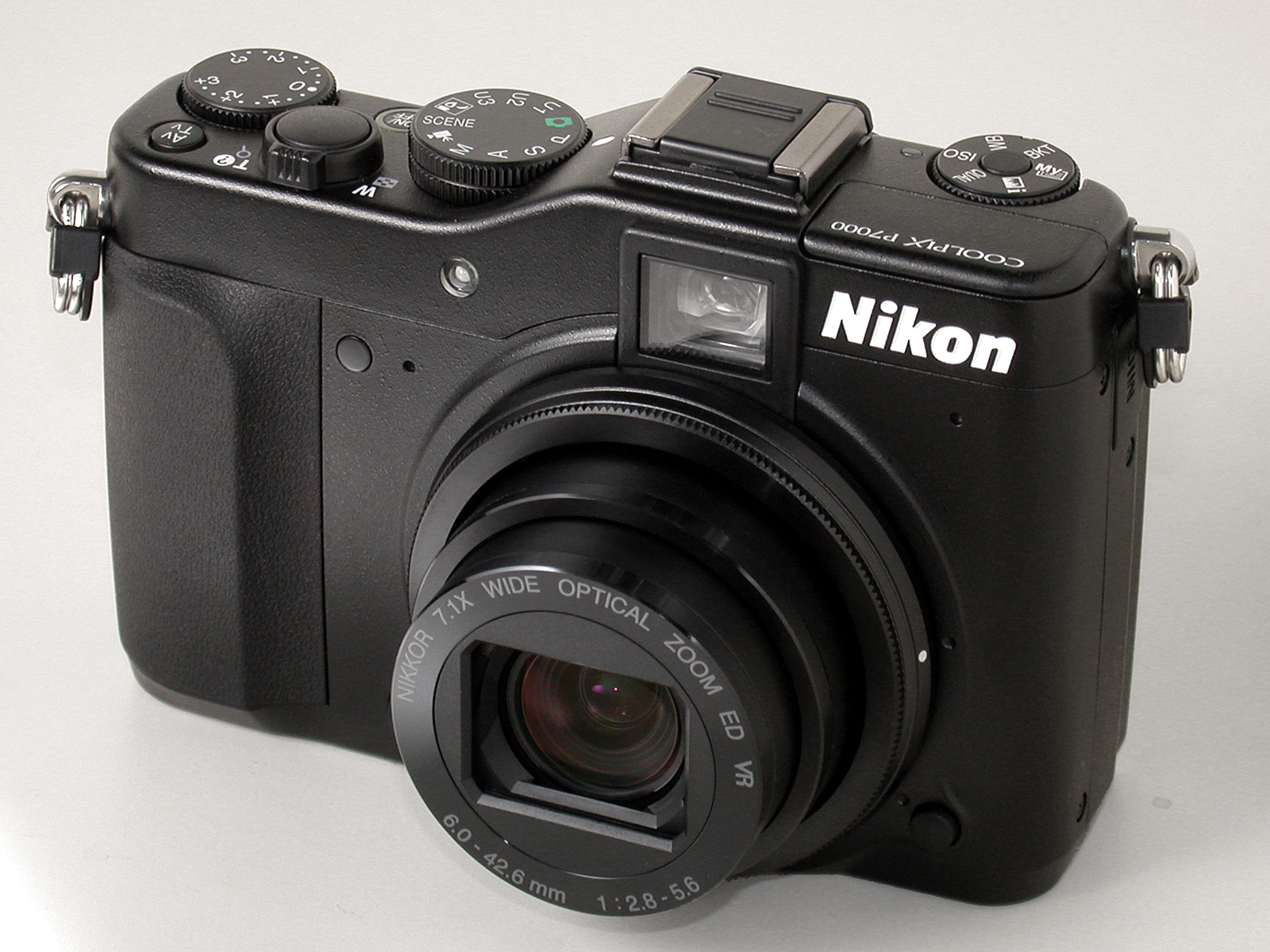
عکسی از نیکون کولپیکس

نیکون کولپیکس پی۷۰۰۰ (به انگلیسی: Nikon Coolpix P7000) یک دوربین عکاسی کامپکت ساخت شرکت نیکون است.